# Grönlandon történt légi közlekedési balesetek listája
A Grönlandon történt légi közlekedési balesetek listája a Grönlandon történt halálos áldozattal járó, illetve a kisebb balesetek, meghibásodások miatt történt, gyakran csak az adott légiforgalmi járművet érintő baleseteket is tartalmazza évenkénti bontásban.

## Grönlandon történt légi közlekedési balesetek

### 1962
- 1962. január 12., Dánia-szoros, Kronborg-gleccser. Az Amerikai Egyesült Államok Haditengerészetének Lockheed P2V-5 típusú repülőgépe járőrözési feladat közben lezuhant. A balesetben a 12 fős személyzet életét vesztette. A gép roncsait csak 1966-ban találták meg brit geológusok.[1]